# Palazzo Crescenzi Bonelli

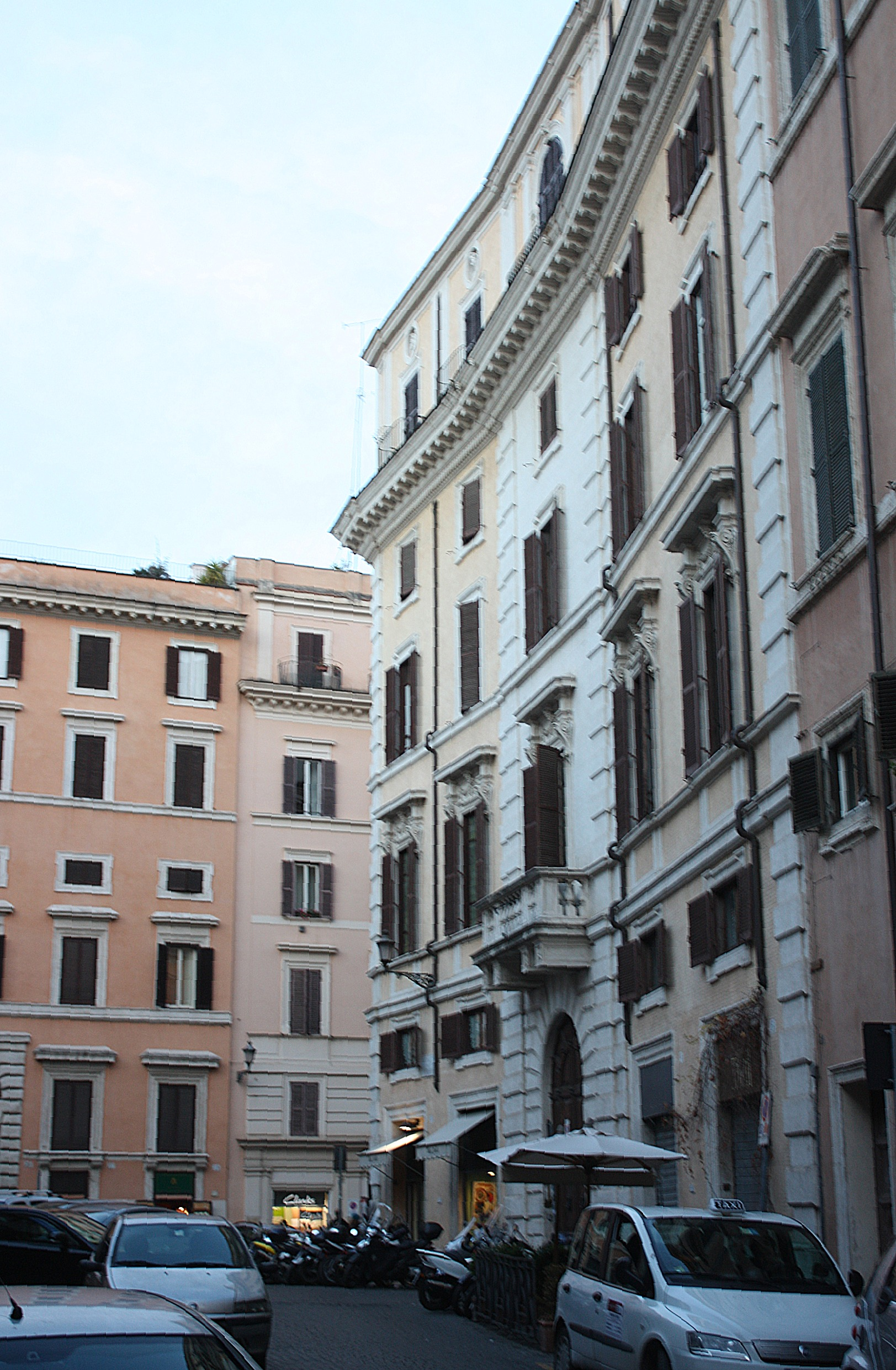
Vista do palácio na Via di Sant'Eustachio.

Palazzo Crescenzi Bonelli é um palácio maneirista localizado num quarteirão entre a Via di Sant'Eustachio, a Salita dei Crescenzi e a Via della Rotonda, no rione Sant'Eustachio de Roma, com fachada nas três, geminado ao Palazzo Melchiorri Aldobrandini.

## História
Este palácio foi projetado no início do século XVII e teve seu tamanho reduzido à metade em 1882 para permitir o alargamento da rua que o separa do Panteão, uma obra do arquiteto Enrico Guj; sua entrada também foi realocada para a Piazza Crescenzi. O vizinho Palazzo Melchiorri Aldobrandini teve o mesmo destino, mas sua entrada já ficava ali. A família Crescenzi teve um papel fundamental na eleição de muitos papas medievais, mas, na época que o cardeal Pier Paolo Crescenzi construiu este palácio, sua importância já estava muito reduzida. Finalmente, suas propriedades acabaram herdadas pelos Serlupi. Por conta disto, este palácio e um outro localizado no rione Colonna são conhecidos como Palazzo Serlupi Crescenzi.